# Баббітт (Міннесота)
Баббітт (англ. Babbitt) — місто (англ. city) в США, в окрузі Сент-Луїс штату Міннесота. Населення — 1397 осіб (2020).

## Географія
Баббітт розташований за координатами 47°38′39″ пн. ш. 91°56′18″ зх. д. / 47.64417° пн. ш. 91.93833° зх. д. (47.644094, -91.938429).  За даними Бюро перепису населення США в 2010 році місто мало площу 276,41 км², з яких 274,30 км² — суходіл та 2,10 км² — водойми.

## Демографія
Згідно з переписом 2010 року, у місті мешкало 1475 осіб у 707 домогосподарствах у складі 435 родин. Густота населення становила 5 осіб/км².  Було 818 помешкань (3/км²).
Расовий склад населення:
| - 98,1 % — білих - 0,3 % — корінних американців - 0,2 % — азіатів |

До двох чи більше рас належало 1,3 %. Частка іспаномовних становила 0,1 % від усіх жителів.
За віковим діапазоном населення розподілялося таким чином: 17,1 % — особи молодші 18 років, 51,6 % — особи у віці 18—64 років, 31,3 % — особи у віці 65 років та старші. Медіана віку мешканця становила 51,1 року. На 100 осіб жіночої статі у місті припадало 92,1 чоловіків;  на 100 жінок у віці від 18 років та старших — 94,7 чоловіків також старших 18 років.
Середній дохід на одне домашнє господарство  становив 47 426 доларів США (медіана — 40 833), а середній дохід на одну сім'ю — 57 617 доларів (медіана — 48 618). Медіана доходів становила 45 000 доларів для чоловіків та 29 453 долари для жінок. За межею бідності перебувало 11,6 % осіб, у тому числі 19,3 % дітей у віці до 18 років та 6,6 % осіб у віці 65 років та старших.
Цивільне працевлаштоване населення становило 607 осіб. Основні галузі зайнятості: освіта, охорона здоров'я та соціальна допомога — 30,3 %, сільське господарство, лісництво, риболовля — 13,0 %, роздрібна торгівля — 11,7 %.